# A Yellow Bird
Pour plus de détails, voir Fiche technique et Distribution.
A Yellow Bird est un film dramatique singapourien coécrit et réalisé par K. Rajagopal, sorti en 2016 mettant en vedette Sivakumar Palakrishnan, Huang Lu, et Seema Biswas. Le film est une coproduction franco-singapourienne. Il a été projeté dans la section de la Semaine de la critique au Festival de Cannes 2016,.

## Distribution
- Sivakumar Palakrishnan : Siva
- Huang Lu
- Seema Biswas : la mère de Siva
- Udaya Soundari
- Nithiyia Rao
- Indra Chandran